# Superjedynki
Les prix Superjedynki sont des récompenses musicales annuelles créées en 2000. Au regard des douze derniers mois écoulés, les artistes sont élus par la chaine de télévision TVP 1 et la radio RMF FM.

## Création
Créé à Opole en 2000, les prix sont attribués pour différentes catégories (variables selon les années).